# Arbalesta

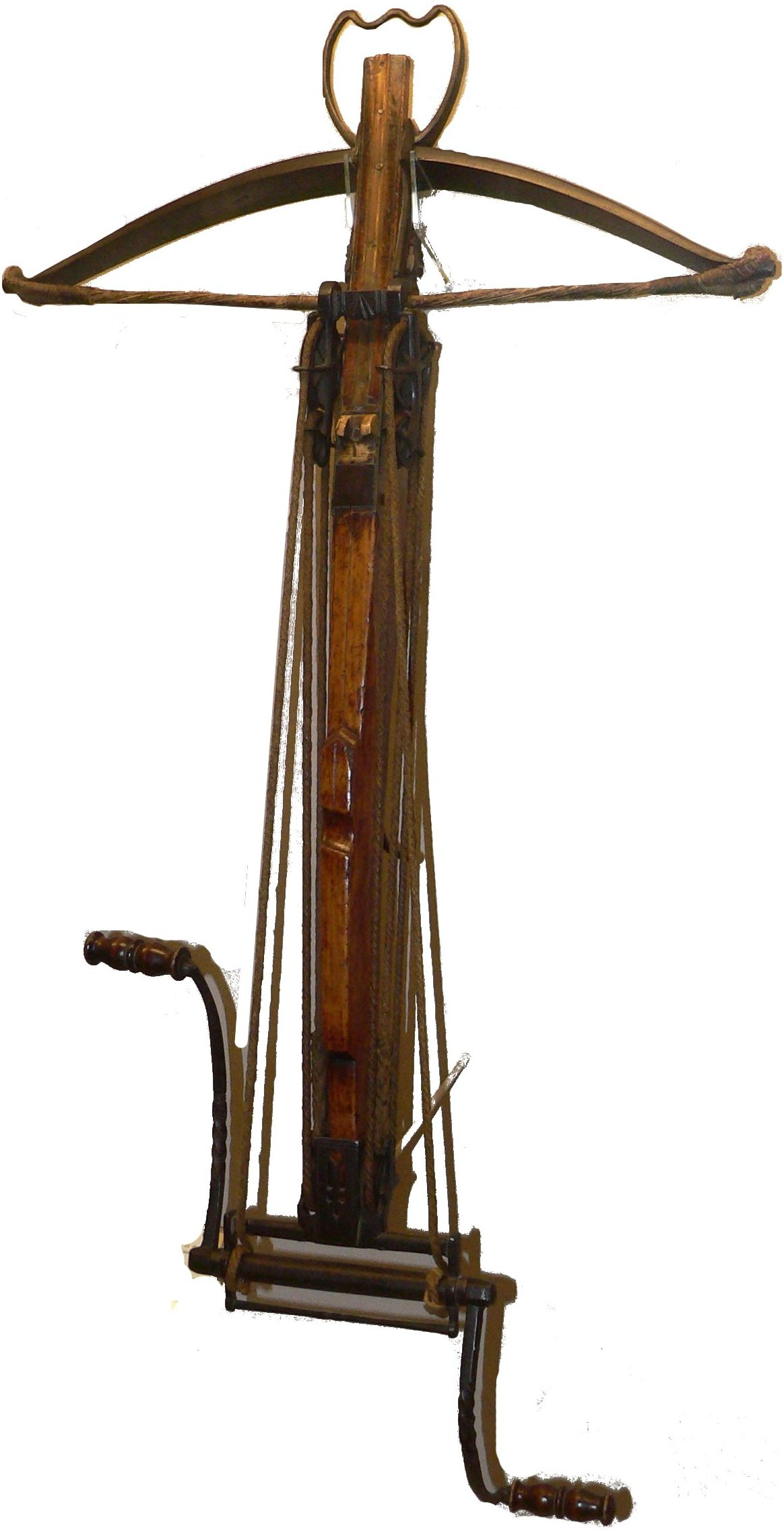
Una arbalesta con mecanismo de tensado de cabrestante.

La arbalesta (también arbalista y, en ocasiones, arbalesto) fue una versión posterior a la ballesta medieval europea. Era un arma más voluminosa que la ballesta, con las palas de acero. Dado que la arbalesta era mucho más grande que las tempranas ballestas, y debido al mayor límite de elasticidad del acero, poseía una mayor fuerza. La poderosa polea de torsión de las arbalestas podía ejercer una fuerza de hasta 22 kN y tener una precisión de unos 500 m. Un experto arbalestero podía disparar dos virotes por minuto. Las arbalestas eran a veces consideradas armas inhumanas o injustas, puesto que un ballestero inexperto podía dar muerte a un caballero que había dedicado toda su vida a su entrenamiento.
Esto condujo a la disposición del canon 29 del Segundo Concilio de Letrán en 1139, que según la traducción de Alberigo de los Conciliorum oecumenicorum decreta (Decretos de los Consejos Ecuménicos) indica que: «Prohibimos en adelante, bajo pena de excomunión, el empleo contra cristianos y católicos de ese arte mortal, tan odioso a Dios, de los ballesteros y arqueros». Obsérvese que el anatema era solo válido en el uso de estas armas contra «cristianos y católicos».

## Arbalesta vs. ballesta
El término arbalesta es usado, en ocasiones, indistintamente por el de ballesta. En Reino Unido hay más número de personas con el apellido Arblaster (Ballistarius) que con el apellido Ballister, por el contrario, en España es más común Ballester, o Ballestero. Arbalesta es una corrupción gramatical medieval francesa del término romano arcuballista para la conocida ballesta; el francés contemporáneo utiliza la palabra arbalète, que es un paso lingüístico más allá en la raíz del término (desaparición del fonema s en la última sílaba antes de la t). La palabra se aplica tanto para ballesta como para arbalesta (aunque lo último puede referírsele también a una ballesta pesada, pero una actual ballesta pesada puede ser que no sea lo mismo que una arbalesta en sí).
- Datos: Q626885
- Multimedia: Arblaests / Q626885